# Ishizuka Shinichi
Ishizuka Shinichi (Nhật: 石塚真一 Hepburn: Ishizuka Shin'ichi, sinh năm 1971) là một mangaka người Nhật Bản. Tác phẩm đầu tay của ông ra mắt bạn đọc vào năm 2001. Năm 2003, Ishizuka Shinichi cho ra mắt bộ truyện tranh đầu tay mang tên Gaku: Minna no Yama. Bộ truyện lấy đề tài leo núi và được đăng dài kỳ trên tạp chí Big Comic Original cho đến năm 2012.
Ishizuka Shinichi còn nổi tiếng với Blue Giant, một bộ truyện tranh xoay quanh chủ đề nhạc jazz. Ông cũng là người chắp bút cho các phần tiếp theo của bộ truyện này. Từ năm 2013, Blue Giant đã được đăng tải dài kỳ trên tạp chí Big Comic.
Thời sinh viên, Ishizuka đã có thời gian học tập tại Hoa Kỳ. Chính tại đây, ông có cơ hội tiếp xúc với bộ môn leo núi và được thưởng thức nhiều dòng nhạc jazz. Sau khi trở về Nhật Bản, ông không may bị mất việc. Từ đó, Ishizuka quyết tâm theo đuổi ước mơ trở thành mangaka và cho ra mắt tác phẩm đầu tay, truyện ngắn The First Step, vào năm 2001. Hai bộ truyện tranh nổi tiếng của ông, Gaku: Minna no Yama và Blue Giant, đều đã được chuyển thể thành phim và nhận được nhiều giải thưởng danh giá như giải Manga Taishō, giải Manga Shogakukan, và giải thưởng lớn tại Liên hoan Nghệ thuật Truyền thông Nhật Bản.

## Tiểu sử
Ishizuka sinh năm 1971 tại tỉnh Ibaraki, Nhật Bản. Sau khi tốt nghiệp trung học phổ thông, ông theo học tại một phân hiệu của Đại học Nam Illinois ở Niigata trước khi chuyển đến học tại cơ sở chính của trường này. Sau đó, ông tiếp tục chuyển sang Đại học Bang San Jose để theo đuổi ngành khí tượng học. Trong thời gian du học tại Mỹ, Ishizuka có một người bạn quyết định học khảo cổ học sau khi đọc bộ truyện tranh Master Keaton của Urasawa Naoki. Câu chuyện này đã khiến Ishizuka vô cùng ấn tượng và thôi thúc ông sáng tác nên những bộ truyện tranh có sức ảnh hưởng mạnh mẽ như vậy. Cũng trong thời gian này, nhờ người bạn cùng phòng, Ishizuka bắt đầu làm quen với bộ môn leo núi. Ông cũng có cơ hội được thưởng thức nhiều dòng nhạc jazz hơn. Sau này, Ishizuka từng chia sẻ rằng nhạc jazz và leo núi chính là "hai món quà lưu niệm" mà ông mang về từ nước Mỹ.
Trở về Nhật Bản sau thời gian du học, Ishizuka làm việc cho một công ty nhập khẩu do một người quen ở Mỹ quản lý. Tuy nhiên, công ty này làm ăn không thuận lợi và phá sản chỉ sau 6 tháng Ishizuka vào làm. Mất việc, Ishizuka quyết định theo đuổi đam mê trở thành mangaka. Trong thời gian làm thêm công việc dạy tiếng Anh, ông tranh thủ mọi lúc rảnh rỗi để vẽ. Năm 2001, Ishizuka gửi tác phẩm truyện ngắn The First Step tham dự Giải thưởng Manga Shogakukan dành cho Tác giả Mới và giành chiến thắng ở hạng mục chung. Giải thưởng này đã tiếp thêm động lực để ông toàn tâm toàn ý theo đuổi con đường sáng tác truyện tranh chuyên nghiệp. Ishizuka quyết định nghỉ công việc dạy học bất chấp lời can ngăn của người sếp cũ rằng "trở thành mangaka là điều hoàn toàn không thể". Bước chân đầu tiên vào ngành công nghiệp manga của Ishizuka là 6 tháng làm trợ lý cho một mangaka khác.
Vào ngày 20 tháng 9 năm 2003, Ishizuka chính thức ra mắt bộ truyện tranh Gaku: Minna no Yama trên tạp chí Big Comic Original của nhà xuất bản Shogakukan.  Gaku: Minna no Yama xoay quanh chủ đề leo núi, được đăng tải dài kỳ trên tạp chí này cho đến ngày 5 tháng 6 năm 2012. Bộ truyện đã gặt hái được nhiều thành công vang dội,  giành được giải thưởng Manga Taishō đầu tiên vào năm 2008 và Giải thưởng Manga Shogakukan lần thứ 54 ở hạng mục truyện tranh chung vào năm 2009. Năm 2011, Gaku: Minna no Yama được chuyển thể thành phim live-action. Không dừng lại ở đó, bộ truyện  còn  được trao giải thưởng xuất sắc tại Liên hoan Nghệ thuật Truyền thông Nhật Bản năm 2012.
Ngày 10 tháng 5 năm 2013, Ishizuka tiếp tục cho ra mắt bộ truyện tranh mới mang tên Blue Giant trên tạp chí Big Comic của nhà xuất bản Shogakukan. Lần này, ông lựa chọn đề tài nhạc jazz làm chủ đề chính cho tác phẩm của mình. Blue Giant được đăng dài kỳ trên tạp chí này và kết thúc vào ngày 25 tháng 8 năm 2016. Cũng giống như Gaku: Minna no Yama, Blue Giant đã đạt được những thành công rực rỡ. Bộ truyện đã xuất sắc giành được Giải thưởng Manga Shogakukan lần thứ 62 ở hạng mục truyện tranh chung vào năm 2017 và giải thưởng lớn tại Liên hoan Nghệ thuật Truyền thông Nhật Bản trong cùng năm đó. Năm 2023, Blue Giant được chuyển thể thành phim hoạt hình. Sau khi kết thúc phần đầu tiên, Ishizuka tiếp tục cho ra mắt phần 2 của bộ truyện với tựa đề Blue Giant Supreme. Phần này được đăng dài kỳ trên tạp chí Big Comic từ ngày 10 tháng 9 năm 2016 đến ngày 25 tháng 4 năm 2020.
Tiếp nối thành công của 2 phần trước, phần 3 mang tên Blue Giant Explorer cũng được đăng dài kỳ trên cùng tạp chí từ ngày 25 tháng 5 năm 2020 đến ngày 10 tháng 5 năm 2023. Và mới đây nhất, phần 4 của bộ truyện, Blue Giant Momentum, đã chính thức ra mắt bạn đọc trên tạp chí Big Comic từ ngày 25 tháng 7 năm 2023.

## Ảnh hưởng
Ishizuka chia sẻ rằng ông đã học hỏi cách vẽ từ những tác phẩm của Urasawa và Hirokane Kenshi trước khi tạo dựng phong cách riêng. Trong đó, Hirokane là người có sức ảnh hưởng lớn đến ông bởi những tác phẩm rất dễ đọc, dễ cảm thụ. Khi nhắc đến những người đã truyền cảm hứng sáng tác cho mình, Ishizuka cho biết ông học được cách thể hiện chuyển động nhân vật từ manga Bari Bari Densetsu của Shigeno Shuichi và cách vẽ đám đông từ manga Notari Matsutarō của Chiba Tetsuya. Ngoài ra, ông cũng chịu ảnh hưởng từ bộ truyện tranh Tsuribaka Nisshi của Yamasaki Jūzō và Kitami Kenichi.

## Tác phẩm

### Loạt truyện
| Tiêu đề                                                       | Năm       | Tạp chí                            | Ghi chú                  | Nguồn         |
| ------------------------------------------------------------- | --------- | ---------------------------------- | ------------------------ | ------------- |
| Gaku: Minna no Yama                                           | 2003–2012 | Big Comic Original                 |                          | [ 6 ]         |
| Sonde Yoshi! (そんでよし!)                                    | 2009      | Big Comic Original Special Edition | Dựa trên một truyện ngắn | [ 19 ]        |
| Blue Giant                                                    | 2013–2016 | Big Comic                          |                          | [ 10 ] [ 11 ] |
| Hokurō: Last Hunter (北狼 ラストハンター Hokurō Rasuto Hantā) | 2013–nay  | Big Comic Spirits                  | Đăng không thường xuyên  | [ 21 ]        |
| Blue Giant Supreme                                            | 2016–2020 | Big Comic                          |                          | [ 11 ] [ 15 ] |
| Blue Giant Explorer                                           | 2020–2023 | Big Comic                          |                          | [ 16 ] [ 17 ] |
| Blue Giant Momentum                                           | 2023–nay  | Big Comic                          |                          | [ 17 ]        |

### Tác phẩm ngắn
| Tiêu đề        | Năm  | Tạp chí                            | Ghi chú                        | Nguồn  |
| -------------- | ---- | ---------------------------------- | ------------------------------ | ------ |
| The First Step | 2002 | Big Comic Original Special Edition | Truyện ngắn                    | [ 3 ]  |
| Tokyo Check In | 2005 | Big Comic Original                 | Loạt truyện ngắn               | [ 22 ] |
| 50 Years Later | 2024 | Big Comic Original                 | Truyện ngắn; viết bởi Number 8 | [ 23 ] |

### Khác
- Seiko Jazz [ja] (2017) – minh họa bìa album cho Seiko Matsuda[24]